# Roberto Trotta
Roberto Luis Trotta Issacy (Pigüé, 28 gennaio 1969) è un allenatore di calcio ed ex calciatore argentino.

## Carriera
Ha militato in diverse squadre, per lo più in Argentina, con un'esperienza in Italia nella Roma e una in Ecuador tra le file del Barcelona SC.
La sua esperienza italiana risale alla stagione 1996/97 quando venne ingaggiato dalla Roma su indicazione del suo nuovo tecnico Carlos Bianchi. La sua avventura in giallorosso però fu breve perché, in seguito all'esonero del tecnico argentino, venne ceduto a gennaio dopo aver collezionato appena 6 presenze.
È rimasto famoso per aver collezionato 17 espulsioni in totale nella Primera División Argentina, un record assoluto.
Allenatore
Nel 2011 è vice allenatore al Al Wasl, nel 2013 allena Juventus Unida e Independiente Rivadavida  , nel 2014 il Sarmiento Junin. nel  2020 è opinionista della Fox Tv

## Statistiche

### Cronologia presenze e reti in nazionale
| Cronologia completa delle presenze e delle reti in nazionale ― Argentina | Cronologia completa delle presenze e delle reti in nazionale ― Argentina | Cronologia completa delle presenze e delle reti in nazionale ― Argentina | Cronologia completa delle presenze e delle reti in nazionale ― Argentina | Cronologia completa delle presenze e delle reti in nazionale ― Argentina | Cronologia completa delle presenze e delle reti in nazionale ― Argentina | Cronologia completa delle presenze e delle reti in nazionale ― Argentina | Cronologia completa delle presenze e delle reti in nazionale ― Argentina |
| Data                                                                     | Città                                                                    | In casa                                                                  | Risultato                                                                | Ospiti                                                                   | Competizione                                                             | Reti                                                                     | Note                                                                     |
| ------------------------------------------------------------------------ | ------------------------------------------------------------------------ | ------------------------------------------------------------------------ | ------------------------------------------------------------------------ | ------------------------------------------------------------------------ | ------------------------------------------------------------------------ | ------------------------------------------------------------------------ | ------------------------------------------------------------------------ |
| 11-10-1995                                                               | Buenos Aires                                                             | Argentina                                                                | 0 – 0                                                                    | Colombia                                                                 | Amichevole                                                               | -                                                                        |                                                                          |
| 8-11-1995                                                                | Buenos Aires                                                             | Argentina                                                                | 0 – 1                                                                    | Brasile                                                                  | Amichevole                                                               | -                                                                        | Ammonizione                                                              |
| 21-12-1995                                                               | Mendoza                                                                  | Argentina                                                                | 6 – 0                                                                    | Venezuela                                                                | Amichevole                                                               | -                                                                        | 76’                                                                      |
| Totale                                                                   |                                                                          | Presenze                                                                 | 3                                                                        |                                                                          | Reti                                                                     | 0                                                                        |                                                                          |

## Palmarès

### Club

#### Competizioni nazionali
- Campionato argentino: 4

Vélez Sársfield: Clausura 1993, Apertura 1995
River Plate: Apertura 1999, Clausura 2000

#### Competizioni internazionali
- Coppa Libertadores: 1

Vélez Sársfield: 1994
- Coppa Intercontinentale: 1

Vélez Sársfield: 1994
- Coppa Interamericana: 1

Vélez Sarsfield: 1994

### Individuale
- Equipo Ideal de América: 1

1995